# Chris Kelly (cầu thủ bóng đá, sinh năm 1887)
Christopher Kelly (1887 - 1960) là một cầu thủ bóng đá người Anh từng thi đấu cho Leeds City và Stoke.

## Sự nghiệp
Kelly sinh ra ở Tunstall và chơi bóng đá nghiệp dư cho Goldenhill Wanderers trước khi gia nhập Stoke năm 1908. Ông thi đấu 20 trận trong mùa giải 1908-09 trước khi trở lại bóng đá nghiệp dư với Denaby United. Sau đó ông có khoảng thời gian ngắn tại Leeds City.

## Thống kê sự nghiệp
| Câu lạc bộ          | Mùa giải            | Giải quốc nội                | Giải quốc nội | Giải quốc nội | Cúp FA  | Cúp FA    | Tổng    | Tổng      |
| Câu lạc bộ          | Mùa giải            | Hạng đấu                     | Số trận       | Bàn thắng     | Số trận | Bàn thắng | Số trận | Bàn thắng |
| ------------------- | ------------------- | ---------------------------- | ------------- | ------------- | ------- | --------- | ------- | --------- |
| Stoke               | 1908-09             | Birmingham & District League | 19            | 1             | 1       | 0         | 20      | 1         |
| Leeds City          | 1910-11             | Second Division              | 3             | 0             | 0       | 0         | 3       | 0         |
| Leeds City          | 1911-12             | Second Division              | 1             | 0             | 0       | 0         | 1       | 0         |
| Tổng cộng sự nghiệp | Tổng cộng sự nghiệp | Tổng cộng sự nghiệp          | 24            | 1             | 1       | 0         | 25      | 1         |